# ارتم پارسوف
ارتم پارسوف (اوکراینی: Артем Володимирович Фаворов؛ زادهٔ ۱۹ مارس ۱۹۹۴) بازیکن فوتبال اهل اوکراین است.
از باشگاه‌هایی که در آن بازی کرده‌است می‌توان به باشگاه فوتبال اوبولون-برووار کیف و باشگاه فوتبال دینامو کی‌یف اشاره کرد.
وی همچنین در تیم‌های ملی فوتبال Ukraine national under-16 football team, Ukraine national under-17 football team، و زیر ۲۱ سال اوکراین بازی کرده‌است.